# Unsent
"Unsent" és una cançó de l'Alanis Morissette de l'àlbum de l'any 1998, Supposed Former Infatuation Junkie. Es va publicar el 13 de juliol de 1999 com a tercer single de l'àlbum, i no va ser tan reeixit com els seus singles anteriors. És una de les poques cançons del Junkie en què l'Alanis toca l'harmònica. Ella mateixa va dirigir-ne el videoclip de la cançó.
Sense tonada ni pont, "Unsent" no és una cançó convencional. La lletra va adreçada als seus antics xicots. La versió inicial (demo) d'Unsent conté noms reals dels nois en qüestió: Matthews (fent referència al cantant Dave Matthews del grup Dave Matthews Band), Eric, Terry, Marc, Terrance, Christian (Christian Lane del grup Loud Lucy) i Taylor (Taylor Hawkins del grup Foo Fighters).
Per a la versió gravada a l'estudi, es van eliminar alguns versos. Només cinc dels noms sobrevisqueren, però es van canviar per respectar la seva intimitat. Matthews es convertí en Matthew; Eric es convertí en Jonathan; Terry passà a ser Terrance; Marc rebé el nom de Marcus; i, finalment, Christian fou llavors Lou.

## Videoclip
El videoclip fou dirigit per la mateixa Alanis Morissette. El format ens recorda el d'una pel·lícula, amb subtítols que descriuen tot el que diuen els personatges.
Comença amb en Matthew tocant-li la guitarra a l'Alanis, que sent que el molesta i diu que ha de marxar. Ell li diu educadament que efectivament ho hauria de fer. L'Alanis sembla feliç, però incòmoda, i se'n va.
El segon acte mostra l'Alanis amb el cabell arrissat asseguda amb en Jonathan dins un bar, preguntant-li si pot acompanyar-lo sigui on sigui, que ha d'anar l'endemà. Està preocupada perquè en aquest viatge les noies també hi van. Ell li diu que sí que pot, però no sembla gaire interessat.
El tercer acte mostra l'Alanis i en Terrance al costat d'un llac, conversant sobre si ell anirà a visitar-la, i ell respon mig fent broma que està massa ocupat. Riuen i se'ls veu feliços.
En Marcus és el següent que es veu. Es fan petons al sofà i ell li diu que està molt orgullós de l'Alanis. "Per què?" respon ella, i ell diu "per estar oberta a provar diverses aigües a la vegada". L'Alanis sembla confusa, estranyada, trista.
En l'última escena veiem com l'Alanis entra dins un cotxe que en Lou condueix. L'única cosa que diu en Lou és, "En què penses?", molt al final del videoclip.
Existeix una versió en format pel·lícula de 10 minuts disponible sense música ni subtítols. En aquesta pel·lícula se senten les veus dels actors i es mostra un extens material visual de les cinc històries.

## Llista de cançons
1. "Unsent" (Versió de l'àlbum) – 4:08
2. "Are You Still Mad?" (Directe a la BBC/Radio One) – 3:59
3. "London" (Directe al Bridge School Benefit) – 4:46

## Llista d'èxits
| Llista d'èxits (1999)            | Millor posició |
| -------------------------------- | -------------- |
| U.S. Billboard Hot 100           | 58             |
| U.S. Billboard Adult Top 40      | 14             |
| U.S. Billboard Top 40 Mainstream | 21             |